# World Games 2017/Teilnehmer (Dominikanische Republik)
| Gelbes Symbol für Goldmedaillen mit stilisierten Olympischen Ringen | Graues Symbol für Silbermedaillen mit stilisierten Olympischen Ringen | Braundes Symbol für Bronzemedaillen mit stilisierten Olympischen Ringen |
| ------------------------------------------------------------------- | --------------------------------------------------------------------- | ----------------------------------------------------------------------- |
| —                                                                   | —                                                                     | 1                                                                       |

Die Dominikanische Republik nahm in Breslau an den World Games 2017 teil. Die Delegation bestand aus 3 Athleten.

## Teilnehmer nach Sportarten

### Karate
| Athleten         | Wettbewerb   | Vorrunde       | Vorrunde  | Vorrunde       | Vorrunde | Vorrunde       | Vorrunde | Halbfinale    | Halbfinale    | Finale / Platz 3    | Finale / Platz 3 | Rang          |
| Athleten         | Wettbewerb   | Gegner         | Ergebnis  | Gegner         | Ergebnis | Gegner         | Ergebnis | Gegner        | Ergebnis      | Gegner              | Ergebnis         | Rang          |
| ---------------- | ------------ | -------------- | --------- | -------------- | -------- | -------------- | -------- | ------------- | ------------- | ------------------- | ---------------- | ------------- |
| Männer           |              |                |           |                |          |                |          |               |               |                     |                  |               |
| Deivise Ferreras | Kumite 67 kg | Steven Dacosta | 1:3       | Steven Dacosta | 0:7      | Andres Madera  | 2:1      | Jordan Thomas | 0:8           | Abdelatif Benkhaled | 8:0              | Bronze        |
| Jorge Pérez      | Kumite 84 kg | Kamil Warda    | No Winner | Ryutaro Araga  | 0:4      | Aykhan Mamayev | 0:5      | ausgeschieden | ausgeschieden | ausgeschieden       | ausgeschieden    | ausgeschieden |

### Wasserski
| Männer         |        |                 |   |                 |   |   |
| Robert Piggozi | Slalom | 1,00/ 58/ 18.25 | 9 | 4,00/ 58/ 11.25 | 7 | 7 |